# René van Barneveld
René van Barneveld, né le 1er janvier 1951 à Surabaya, est un chanteur et guitariste néerlandais. Il a également travaillé sous le pseudonyme Tres Manos.
Il a fait partie du groupe GaGa (nl) avec lequel il a remporté le Grote Prijs van Nederland (nl) en 1984, des Fatal Flowers, de l'Urban Dance Squad et de The Yearlings.
Il réalise des collaborations avec Anouk Teeuwe (Graduated Fool, 2002), Ilse DeLange (Live in Ahoy, 2009), Rowwen Hèze, Ernst Jansz (Molenbeek straat), Beatrice van der Poel (nl) ou encore Niagara (Religion, 1990) et Alain Bashung (Osez Josephine).
Il enseigne au Nationaal Pop Instituut (nl) et au Conservatoire d'Amsterdam.